# Абдулкеримов, Замир Завирович
Замир Завирович Абдулкеримов (1971, Махачкала, Дагестанская АССР, РСФСР, СССР) — советский и российский дзюдоист, призёр чемпионата России. Мастер спорта России международного класса.

## Спортивная карьера
Дзюдо начал заниматься в СДЮШОР в Махачкале. В 1994 году на чемпионате России завоевал бронзовую медаль. В 2014 году в Дербенте проводился турнир среди юношей на призы Абдулкеримова. 

## Личная жизнь
Отец: Завир Шахисмаилович работал строителем. Его жена Елена Мугудиновна работала федеральной судьей Отрадного района в Москве. Есть два младший брата Исмаил и Фарит. Имеет двоих детей.Сын Гамзат является мастером спорта по дзюдо. По национальности — лезгин, родом из села Каракюре Докузпаринского района.

## Уголовное дело
6 октября 2012 года на улице Хачатуряна в Москве насмерть сбил девушку и скрылся с места ДТП. В декабре 2013 года он получил один год колонии общего режима и на три года лишен водительских прав.

## Достижения
- Чемпионат России по дзюдо 1994 — ;